# Багдадский банк
Багдадский банк (англ. Bank of Baghdad) (ISX: BNKB) — один из самых больших иракских коммерческих банков, первый лицензированный банк, основанный в 1992 году.
Основная деятельность банка заключается в:
- выдаче кредитов,
- приём депозитов,
- финансировании торговых операций, промышленности, сельского хозяйства,
- проведении ипотечных операций,
- инвестировании в недвижимость и промышленность,
- страховании[2].

Банк находится в ключевом финансовом центре Багдада Каррада. Рабочие часы с 8.00 до 14.00, пятница и суббота — выходные.

## Управление банка
- Председатель правления — Emad Ismaeel Shareef,
- Исполнительный директор — Younes Brouche,
- Управляющий директор — Adnan Al-Chalabi,
- Членый правления — Mohammad Ali Jaber, Saad Jabbouri Hamza, Adel Mohammad Al-Hassoon, Abdel Aziz Kamel Shareef[3].